# Planchonella saligna
Planchonella saligna är en tvåhjärtbladig växtart som beskrevs av Spencer Le Marchant Moore. Planchonella saligna ingår i släktet Planchonella och familjen Sapotaceae. Inga underarter finns listade i Catalogue of Life.